# オブレゴン・ピストル
オブレゴン・ピストル（Obregón）は、1930年代中頃にメキシコで設計された半自動拳銃。

## 概要
機械技師のアレハンドロ・オブレゴンが設計した。アメリカ製のM1911と同じ.45ACP弾を使用し、全体的なサイズや重量、レイアウトも類似している。ただし、内部構造にはオーストリア＝ハンガリー帝国で開発されたステアーM1912に類似したロータリーバレル式ショートリコイルが用いられている。また、オブレゴン・ピストルの設計上の特徴の1つに、セーフティ・スイッチとスライドロックが同じ部品で構成されている点があげられる。
オブレゴン・ピストルは、1930年代に数百丁がメキシコシティの造兵廠で製造されたが、市場での成功を収める事はできなかった。以後はメキシコ政府向けの生産のみが行われた。